# Embalse de As Portas
El embalse de As Portas (en gallego: encoro das Portas) es una infraestructura hidrológica construida en el río Camba, en el municipio de Villarino de Conso, provincia de Orense, Galicia, España.